# 吉爾吉斯斯坦俄羅斯人

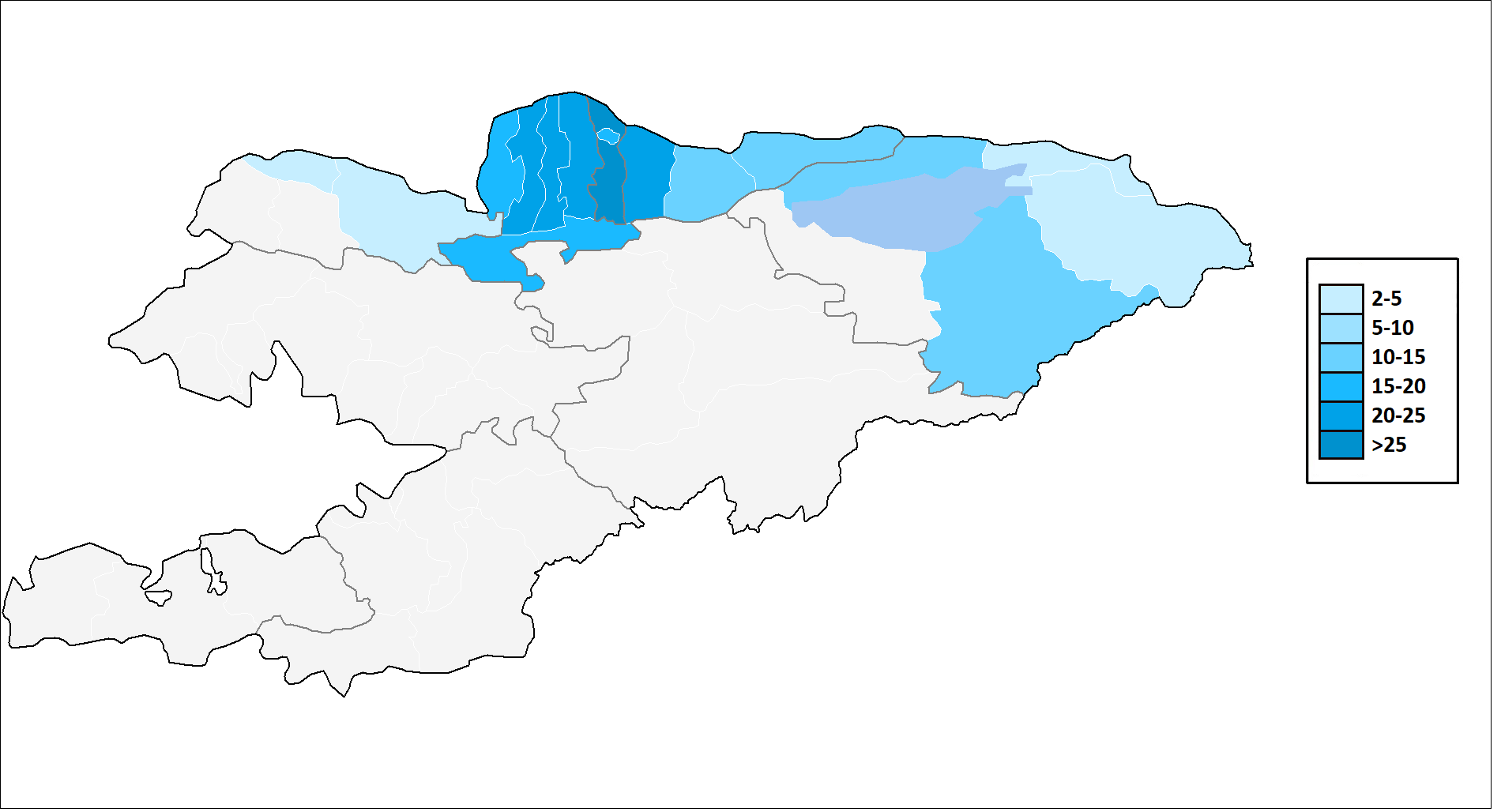
吉尔吉斯斯坦俄罗斯人生活区域

俄羅斯人，根據吉爾吉斯斯坦2009年人口普查，有419600人，佔人口9.1%，他們多數在19世紀後期至20世紀來到吉爾吉斯斯坦，在蘇聯解體後多數人也返回俄羅斯。
他們多數生活在首都比什凱克與一些北方城市，他們多數信仰東正教，一小撮人是東正教中的舊禮儀派信徒。